# Milan Lichard
Milan Lichard (24. února 1853 Skalica – 21. dubna 1935 Užhorod) byl slovenský hudební skladatel, novinář, sběratel lidových písní a muzikolog.

## Život
Narodil se ve Skalici jako syn Daniela G. Licharda. Studoval na slovenském gymnáziu v Revúci a v Šoproni. Po maturitě studoval na technice v Budapešti a poté pracoval v Budapešti jako železniční úředník až do roku 1897. Vedle toho vystudoval na budapešťské Hudební akademii hru na fagot a na kontrabas. Účinkoval v symfonických orchestrech a i v orchestru budapešťského Národního divadla. Zpíval ve Slovenském zpevokolu a později se stal jeho sbormistrem.
V roce 1897 odešel do Turčianského Svätého Martina, kde až do roku 1907 působil jako správce Kníhtlačiarskeho účastinárského spolku. Vrátil se do Budapešti a pracoval jako redaktor "Slovenského denníka" a "Slovenského týždenníka". Pro své národní přesvědčení a obranu práv Slováků byl vězněn ve Vacově. Po vzniku Československa se stal cenzorem novin na ministerstvu a lektorem slovenské lidové písně na Hudobní akademii v Bratislavě. Od roku 1921 byl úředníkem Zemského úřadu v Užhorodě. V roce 1933 odešel do výslužby a o dva roky později v Užhorodě zemřel.

## Dílo
Jako skladatel byl samouk. Učil se z učebnic harmonie Hanse Richtra, Hugo Riemanna a Hectora Berlioze a ve své tvorbě se držel přísných pravidel z učebnic. Věnoval se hlavně sborovému zpěvu a harmonizaci slovenských lidových písní. Zkomponoval rovněž několik klavírních skladeb. Pokusil se i operu, ale její fragment spolu se staršími pracemi zničil při odchodu z Budapešti.
Roku 1900 vydal "Šesť vencov zo slovenských národných piesní zložených v antických stupniciach" a roku 1912 "Slovenský spevníček". Články a studiemi o slovenské lidové písni přispíval do "Slovenských pohledů" a "Našeho Slovenska". Ve Sborníku Matice slovenské publikoval "Príspevok k teórii slovenskej ľudovej piesne". Z jeho samostatných skladeb jsou nejznámější:
- Jonášove piesne (1912)
- Nevesta (melodram, 1903)
- Zakliaty mládenec (scénická hudba ke hře I. Žiaka-Somolického)
- Škovránok (smíšený sbor na slova Jána Botta)
- Klavírní rapsódie f-moll a F-dur
- Drobnosti pro klavír